# AIKO KITAHARA Visual Collection
AIKO KITAHARA Visual Collection（アイコ・キタハラ・ヴィジュアル・コレクション）は、北原愛子の1作目の映像作品。

## 解説
初の映像作品はデビューシングル「gland blue」はhills パン工場で行われたライブを含む3パターンを見る事が出来る。

## 収録曲
1. Opening
2. grand blue
  - 作詞：北原愛子　作曲・編曲：徳永暁人
3. Aiko's Photo Part1
4. Sun rise train
  - 作詞：北原愛子　作曲：輝門　編曲：大賀好修
5. 向日葵のように
  - 作詞：北原愛子　作曲・編曲：小澤正澄
6. 虹色にひかる海
  - 作詞：北原愛子　作曲：春畑道哉　編曲：徳永暁人
7. special Days!!
  - 作詞：北原愛子　作曲・編曲：小澤正澄
8. Aiko's Photo Part2
9. 思い出にスクワレテモ
  - 作詞：北原愛子　作曲：三好誠　編曲：池田大介
10. DA DA DA
  - 作詞：北原愛子　作曲・編曲：徳永暁人
11. 冬うらら
  - 作詞：北原愛子　作曲：大野愛果　編曲：葉山たけし
12. テ・ケロ テ・アモ 〜夏の夏の恋〜
  - 作詞：北原愛子　作曲・編曲：大賀好修
13. Message（Video Clip + Aiko's Photo Part3）
  - 作詞：北原愛子　作曲：小松未歩　編曲：豆田将

SATURDAY LIVE COLLECTION
14. grand blue -spanish ver.-（2003/06/26）
15. サヨナラを告げた日が近すぎて（2004/04/01）
  - 作詞：北原愛子　作曲：川島だりあ
16. grand blue（2005/04/07）